# Британска Девичанска Острва на Зимским олимпијским играма 1984.
Британска Девичанска Острва су на Зимским олимпијским играма дебитовала у Сарајеву 1984.
Репрезентацију Британских Девичанска Острва представљао је такмичар, Ерол Фрејзер који се такмичио у две дисциплине брзог клизања и који је на свечсном отварању игара носио националну заставу.
На овим играма представник Британских Девичанска Острва није освојио ниједну медаљу.

## Учесници по спортовима
| Спорт        | Мушкарци | Жене | Укупно |
| ------------ | -------- | ---- | ------ |
| Брзо клизање | 1        | 0    | 1      |
| Укупно (1)   | 1        | 0    | 1      |

## Резултати

### Брзо клизање
| Такмичар     | Дисциплина | Резултат | Резултат | Детаљи |
| Такмичар     | Дисциплина | Време    | Пласман  | Детаљи |
| ------------ | ---------- | -------- | -------- | ------ |
| Ерол Фрејзер | 500 м      | 43,47    | 40 / 42  | [ 1 ]  |
| Ерол Фрејзер | 1000 м     | 1:30,59  | 42 / 43  | [ 2 ]  |